# Wilmar Elera
Wilmar Alberto Elera García (Castilla, Piura, 6 de noviembre de 1952) es un ingeniero civil y político peruano. Fue congresista de la república en representación de Piura desde julio del 2021 hasta enero del 2023 debido a su vacancia del cargo luego de haber quedado firme la condena por el delito de colusión agravada que le fue impuesta por el Poder Judicial encontrándose prófugo de la justicia desde que su sentencia fuera confirmada en diciembre del 2022.

## Biografía
Nació en Castilla, Piura, el 6 de noviembre de 1952.
Cursó sus estudios primarios en la Institución Educativa San Miguel de su ciudad natal y los secundarios en el Colegio Militar Elías Aguirre de la ciudad de Chiclayo.
Entre 1970 y 1976, cursó estudios superiores en la Universidad Ricardo Palma en Lima obteniendo el título de ingeniero civil. Su desarrollo profesional se dio tanto en el sector privado como en el sector público como supervisor de obras de distintas municipalidades provinciales y distritales del departamento de Piura. Asimismo, entre 2002 y 2005, fue decano del capítulo Piura del Colegio de Ingenieros del Perú.

## Participación política
Wilmar Elera estuvo afiliado al partido Alianza para el Progreso desde el año 2004 hasta el año 2017. Inmediatamente después se afilió al partido Somos Perú.
Su primera participación política se dio en las elecciones regionales y municipales de 2002 en las que postuló la alcaldía de la Municipalidad Provincial de Piura sin obtener la representación. Intentó este cargo nuevamente en las elecciones de 2010 y en las de 2014, todas estas veces por APP sin que pudiera obtener la representación en ninguna oportunidad. Asimismo, en las elecciones generales de 2006, fue candidato al Congreso de la República por el mismo partido sin lograr ser elegido y en las elecciones regionales de 2018 postuló como gobernador regional de Piura por el partido Somos Perú quedando en cuarto lugar con solo el 12.229 % de los votos. 

### Congresista
En las elecciones generales de 2021, volvió a presentarse como candidato al Congreso de la República por el partido Somos Perú en representación de su natal Piura y esta vez logró ser elegido con 11 483 votos para el periodo parlamentario 2021-2026.
El 26 de julio del 2022, Elera fue elegido como tercer vicepresidente del Congreso en la lista encabezada por Lady Camones, de Alianza para el Progreso. Estuvo ejerciendo sus labores hasta que el 2 de agosto de ese mismo año. Elera se vio obligado a renunciar tras ser condenado a prisión por el delito de corrupción.
Fue condenado a seis años de prisión por la comisión del delito de colusión agravada en agravio de la Municipalidad Distrital de Pacaipampa en la provincia de Ayabaca cuando se desempeñó como supervisor de una obra de saneamiento. Esta sentencia fue confirmada por la Sala Superior el 27 de diciembre de 2022.
Desde agosto de 2022, Elera se encuentra prófugo de la justicia. Como consecuencia de esta condena, fue vacado de su cargo de congresista el 17 de enero de 2023 por la Mesa Directiva del Congreso de la República debiendo el Jurado Nacional de Elecciones convocar a José Pazo Nunura para que lo reemplace en el cargo como accesitario.